# Ruben Apers
Pour les articles homonymes, voir Apers.
Ruben Apers, né le 25 août 1998 à Beveren (Flandre-Orientale), est un coureur cycliste belge. 

## Biographie
Chez les juniors (moins de 19 ans), Ruben Apers se révèle bon rouleur en 2016 en terminant quatrième du championnat de Belgique, seizième du championnat d'Europe puis cinquième du championnat du monde, dans le contre-la-montre. Il se classe également troisième du Tour de Basse-Saxe.
Il rejoint l'équipe réserve de Lotto-Soudal en 2017. Pour sa première saison chez les espoirs (moins de 23 ans), il remporte une étape du Tour de Flandre-Orientale. En 2018, il se classe quatrième du championnat de Belgique du contre-la-montre espoirs, puis prend la dixième place du Tour de Navarre, après s'être imposé sur le contre-la-montre inaugural. Peu de temps après, il participe au Tour d'Italie espoirs, où il se classe huitième du prologue. Cependant, la suite de sa saison est perturbée par une chute au Tour Alsace, où il se fracture la clavicule. En décembre, il prend la troisième place de la poursuite aux championnats de Belgique sur piste. 
Il connait une année 2019 noire. En mars, alors qu'il participe au Grand Prix Alfred Gadenne, il percute avec deux autres concurrents une camionnette venant en contre-sens après une erreur d'aiguillage. Il s'en relève avec une commotion cérébrale et diverses fractures à la clavicule, à l'épaule et à la cuisse gauche. Un autre des trois coureurs, Stef Loos, meurt à l'hôpital. À peine rétabli, il est renversé le 11 mai par une voiture, alors qu'il reprenait l'entraînement. Son été est également endeuillé par la mort de son ami Bjorg Lambrecht en course sur le Tour de Pologne. En hommage à ce dernier, il rallie Paris à vélo au cours du mois d'aout. Il parvient toutefois à devenir champion de Belgique du contre-la-montre par équipes en octobre, avec plusieurs de ses coéquipiers.
En 2020, il gagne le Grand Prix de Saint-Souplet, une course du calendrier national français. Il passe ensuite professionnel en 2021 au sein de l'équipe Sport Vlaanderen-Baloise.

## Palmarès et résultats

### Palmarès par année
- 2016
  - Circuit des Trois Provinces
  - Mémorial Igor Decraene
  - 2e du championnat de Flandre-Orientale du contre-la-montre juniors
  - 3e du championnat de Belgique du contre-la-montre par équipes juniors
  - 3e du Tour de Basse-Saxe juniors
  - 5e du championnat du monde du contre-la-montre juniors
- 2017
  - 3e étape du Tour de Flandre-Orientale
  - 2e de l'Omloop van de Grensstreek
  - 3e du championnat de Flandre-Orientale du contre-la-montre espoirs
- 2018
  - Champion de Belgique du contre-la-montre par équipes
  - 1re étape du Tour de Navarre (contre-la-montre)
  - 3e du championnat de Belgique de poursuite
- 2019
  - Champion de Belgique du contre-la-montre par équipes
- 2020
  - Grand Prix de Saint-Souplet
- 2022
  - 2e du championnat de Belgique de poursuite
  - 3e du Circuit Mandel-Lys-Escaut
  - 3e de la Ruddervoorde Koerse

### Classements mondiaux
| Année                                 | 2018  | 2019 | 2020  | 2021  | 2022 | 2023  |
| ------------------------------------- | ----- | ---- | ----- | ----- | ---- | ----- |
| Classement mondial                    | 2561e | nc   | 1861e | 1794e | 842e | 1360e |
| UCI Europe Tour                       | 1697e | nc   | 1374e | 1231e | 628e | nc    |
|                                       |       |      |       |       |      |       |
| Légende : nc = non classéSource : UCI |       |      |       |       |      |       |